# Иктерия
Иктерия (лат. Icteria virens) — вид крупных певчих птиц из отряда воробьинообразных. Является единственным видом в роде иктерий (Icteria) и семействе Icteriidae. Ранее род относили к семейству древесницевых.
Она обнаружена на всей территории Северной Америки — от южных равнин Канады до центральной Мексики.
Иктерия заметно больше всех остальных певчих птиц. В длину она достигает 19 см, а размах её крыльев — около 25 см. Верхняя часть этих птиц окрашена в оливковый цвет, брюхо — в белый, а горло и грудь жёлтые.
Иктерии питаются насекомыми, ящерицами, лягушками, семенами, нектаром и ягодами.
Численность иктерий снижается из-за сокращения естественной среды обитания, вызванного, прежде всего вырубкой леса и развитием городов.